# Marina Hegering
Marina Hegering (17 aprile 1990) è una calciatrice tedesca, difensore del Wolfsburg e della nazionale tedesca.
Più volte convocata con le nazionali giovanili della Germania, è stata campione del Mondo con la formazione Under-20 nell'edizione casalinga 2010, conquistando con quella maggiore il bronzo olimpico all'edizione di Parigi 2024 e raggiungendo la finale, persa con le padrone di casa, dell'Europeo di Inghilterra 2022.

## Carriera

### Club
Hegering inizia la sua carriera giovanissima, nel 2005, tesserandosi per il DJK SV Lowick 1930, rimanendo legata al club per dodici anni giocando nelle sue formazioni giovanili miste fino ad arrivare alla formazione che disputa il campionato B-Jugend.
All'età di 16 anni si trasferisce al 2001 Duisburg, per giocare per la prima volta in una formazione interamente femminile dalla stagione 2007-2008. Inserita in rosa con la squadra titolare dal tecnico Thomas Obliers, viene impiegata fin dalla 1ª giornata di campionato, debuttando il 19 agosto 2007 nell'incontro vinto per 1-0 in trasferta sulle avversarie dell'Amburgo rilevando Annemieke Kiesel al 78'. Sempre nella stessa stagione va in gol per la prima volta in Frauen-Bundesliga, mettendo a segno una doppietta nell'incontro casalingo vinto 7-1 sul Crailsheim, quello del 4-1 al 57' e del 6-1 al 77', condivedendo con le compagne il 2º posto in campionato mentre il percorso della squadra in DFB-Pokal der Frauen, la Coppa di Germania di categoria, si ferma già ai quarti di finale, eliminata ai rigori dal Bayern Monaco dopo che i tempi regolamentari si erano chiusi sul 2-2.
La sua seconda stagione a Duisburg è tra le più proficue della sua carriera; la squadra, 3º in Frauen-Bundesliga, vince sia la DFB-Pokal der Frauen, battendo nettamente il Turbine Potsdam per 7-0, primo titolo per la società con quella denominazione (in precedenza l'aveva vinta il FCR Duisburg 55 nell'edizione 1997-1998), che la UEFA Women's Cup, anche in quel caso primo titolo internazionale per il club tedesco, superando le russe del Zvezda 2005 Perm' nella formula che prevedeva finale di andata, vittoria 6-0 in trasferta, e ritorno (1-1).
A seguire la stagione 2009-2010, con secondo posto in campionato, seconda Coppa di Germania consecutiva ai danni dello Jena, 1-0 il risultato della finale per le biancoverdi, mentre nella prima stagione della rinnovata e rebranded UEFA Women's Champions League la sua squadra viene eliminata alle semifinali dal Turbine Potsdam, squadra che poi va a vincere il titolo europeo. La stagione 2010-2011, l'ultima per Hegering con il club di Duisburg, si rivela complicata per il difensore tedesco, che a causa di un persistente infortunio al tallone l'ha costretta a stare lontana dal campo di gioco. La squadra termina al terzo posto in Frauen-Bundesliga, viene eliminata ai quarti di finale della DFB-Pokal der Frauen e alle semifinali in Champions League. Al termine della stagione Hegering colleziona 43 presenze in campionato con 6 reti.
Durante la seguente sessione estiva di calciomercato sottoscrive un contratto biennale con il Bayer Leverkusen, tuttavia, benché completamente ristabilita dal problema al tallone, deve attendere la seconda stagione per scendere nuovamente in campo, il 13 aprile 2013, alla 18ª giornata di campionato, nel pareggio casalingo a reti inviolate con l'SGS Essen., club al quale si trasferisce dalla stagione 2017-2018.
Nella stagione 2019-2020 con la sua squadra ha raggiunto la finale della DFB-Pokal der Frauen dove, il 4 luglio 2020, ha tenuto testa alle detentrici del titolo del Wolfsburg, perdendola solo ai tiri di rigore dopo che i tempi regolamentari si erano chiusi con il risultato di 3-3. In quell'occasione Hegering sigla al 18' la rete del sorpasso che porta il risultato sul parziale di 2-1 per l'SGS Essen, primo suo gol in una finale.
Durante la successiva sessione estiva di calciomercato si trasferisce al Bayern Monaco, firmando un contratto che la lega alla società fino al 30 giugno 2022, contratto che la rende per la prima volta in carriera una calciatrice professionista all'età di 30 anni. Il tecnico Jens Scheuer la impiega in campionato fin dalla 1ª giornata, nell'incontro casalingo nel quale la sua nuova squadra si impone sulle avversarie del Sand per 6-0.
Per la stagione 2022-23, allo scadere del contratto col Bayern Monaco, si è trasferita al Wolfsburg, squadra campione di Germania in carica.

## Palmarès

### Club
- Coppa di Germania: 1

2001 Duisburg: 2008-2009, 2009-2010

### Competizioni internazionali
- UEFA Women's Cup: 1

2001 Duisburg: 2008-2009

### Nazionale
- Bronzo olimpico: 1

Parigi 2024
- Campionato mondiale under 20: 1

2010

#### Altri piazzamenti
- Campionato d'Europa:

2º posto 2022
- Campionato mondiale under 20:

3º posto 2008
- Campionato mondiale under 20:

3º posto 2008

### Individuale
- Fritz-Walter-Medaille

 Oro 2009